# Economía islámica
La economía islámica (en árabe : الاقتصاد الإسلامي) es un término utilizado para referirse a la jurisprudencia comercial islámica (en árabe : فقه المعاملات , fiqh al-mu'āmalāt), y también a una ideología de la economía basada en las enseñanzas del islam que se sitúa en un punto intermedio entre los sistemas del marxismo y el capitalismo, en su mayoría similar a la teoría del valor-trabajo, que es «el intercambio basado en el trabajo y el trabajo basado en el intercambio».
La jurisprudencia comercial islámica se refiere a las normas de las transacciones financieras u otras actividades económicas de manera coherente con la sharia, es decir, de manera acorde con las escrituras islámicas del Corán y Sunna. La jurisprudencia islámica (fiqh) se ha ocupado tradicionalmente de determinar lo que se exige, se prohíbe, se fomenta, se desaconseja o simplemente se permite, de acuerdo con la palabra revelada de Dios (Corán) y las prácticas religiosas establecidas por Mahoma (sunna). Esto se aplica a cuestiones como la propiedad, el dinero, el empleo, los impuestos, los préstamos y todo lo demás. La ciencia social de la economía, en cambio, trabaja para describir, analizar y comprender la producción, la distribución y el consumo de bienes y servicios, y estudió la mejor manera de alcanzar objetivos políticos como el pleno empleo, la estabilidad de los precios, la equidad económica y el crecimiento de la productividad.
Se cree que las primeras formas de mercantilismo y capitalismo se desarrollaron en la Edad de Oro del islam, a partir del siglo IX y que más tarde se hicieron dominantes en territorios musulmanes europeos como al-Ándalus y el Emirato de Sicilia.
Los conceptos económicos islámicos adoptados y aplicados por los estados de la Edad de las Armas islámicas y diversos reinos y sultanatos islámicos condujeron a cambios sistémicos en su economía. Especialmente en la India mogol, su región más rica, Bengala, una de las principales naciones comerciales del mundo medieval, marcó el periodo de protoindustrialización, contribuyendo directamente a la primera revolución industrial del mundo tras las conquistas británicas.
A mediados del siglo XX, las campañas empezaron a promover la idea de patrones específicamente islámicos de pensamiento y comportamiento económico. En la década de 1970, la «economía islámica» se introdujo como disciplina académica en varias instituciones de enseñanza superior de todo el mundo musulmán y de Occidente. Las características centrales de una economía islámica suelen resumirse como  
1. las «normas de comportamiento y los fundamentos morales» derivados del Corán y la Sunna;
2. la recaudación del zakat y otros impuestos islámicos;
3. la prohibición de los intereses (riba) cobrados por los préstamos.[22][23][24][25]

Los defensores de la economía islámica generalmente la describen como no socialista ni capitalista, sino como una «tercera vía», un medio ideal sin ninguno de los inconvenientes de los otros dos sistemas. Entre las reivindicaciones de un sistema económico islámico por parte de los activistas y renovadores islámicos se encuentran la reducción de la brecha entre ricos y pobres y el aumento de la prosperidad, por medios como la disuasión del acaparamiento de la riqueza, gravando la riqueza (mediante el zakat) pero no el comercio, exponiendo a los prestamistas al riesgo a través del reparto de beneficios y el capital riesgo, desalentando el acaparamiento de alimentos para la especulación, y otras actividades que en el islam se consideran pecaminosas como la confiscación ilegal de tierras. Sin embargo, críticos como Timur Kuran lo han descrito como un «vehículo para afirmar la primacía del Islam», siendo la reforma económica un motivo secundario.

## Definiciones y descripciones
Según Hasan Raza, después de más de seis décadas de su existencia formal e informal, todavía no ha surgido un consenso sobre la definición de la economía islámica. Algunas definiciones que se han ofrecido son:
- «aquella rama del conocimiento que ayuda a realizar el bienestar humano a través de una asignación y distribución de los escasos recursos que se ajusta a las enseñanzas islámicas sin frenar indebidamente la libertad individual ni crear continuos desequilibrios macroeconómicos y ecológicos». (Umar Chapra),[44] —igualmente, el «estudio del comportamiento humano con respecto a la adquisición y el uso de los recursos para la satisfacción de las necesidades y otros deseos», pero «basado en los supuestos» de la «perspectiva islámica de la vida y la humanidad»—. (Monzer Kahf).[45]
- «el estudio de una ... economía que se rige por las normas de la Sharia», es decir, una economía islámica. —Definición utilizada por algunos, según M. Anas Zarqa—,[46][47]
- una disciplina que va más allá de la práctica de la economía occidental —que busca hacer un «análisis positivo» y dar una descripción objetiva de lo que es— para ofrecer prescripciones políticas normativas de lo que debería ser y puede ser.[48] Y que trata de lograr una «transformación de los seres humanos de seguidores de deseos básicos a personas preocupadas por alcanzar objetivos más elevados»,[49] —Feisal Khan,[48] describe las ideas de M.R. Zaman,[49] y también de M.U. Chapra,[50] y M.N. Khan y M.I. Bhatti—.[51]
- «una disciplina que se guía por la sharia y estudia todas las sociedades humanas» —Definición utilizada por otros, según M. Anas Zarqa—[46][47]
- «replanteamientos de las enseñanzas económicas islámicas», utilizando una jerga económica moderna. —A lo que equivale la mayor parte del contenido de conocimientos del cuerpo de la economía islámica, según el economista Muhammad Akram Khan—.[52]
- una ideología
  - «una ideología revolucionaria» para cambiar «la realidad corrupta... en una realidad pura», y «no una ciencia de economía política» o «un análisis objetivo de la realidad existente». —Ayatolá Morteza Motahhari—[53]
  - una «construcción ideológica» desarrollada por los islamistas del siglo XX —por Abul Ala Maududi, el ayatolá Muhammad Baqir al-Sadr, Abolhasán Banisadr, etc.— que tomaron las prescripciones básicas de la sharia (ley islámica) y las sistematizaron y conceptualizaron «para construir un conjunto coherente y funcional que ofreciera un punto intermedio entre los dos sistemas del siglo XX, el marxismo y el capitalismo». —Científico social Olivier Roy—.[54]
- Zaman (2015), sostiene que la confusión respecto a la definición adecuada de la economía islámica ha surgido por los intentos de mezclar los conceptos de la economía occidental con los ideales islámicos, cuando ambos son diametralmente opuestos en muchas dimensiones. Propone una definición basada en fuentes puramente islámicas: «La economía islámica es el «esfuerzo» por aplicar las órdenes de Alá relativas a los asuntos económicos en nuestras vidas individuales (Micro), en nuestras comunidades (Meso) y a nivel de la Ummah (Macro)».[55]

### Fiqh y economía islámica
El fiqh (derecho religioso) ha desarrollado varios conceptos tradicionales relacionados con la economía. Entre ellos:
- Zakat-«impuesto caritativo sobre ciertos bienes, como la moneda, el oro o las cosechas, con el fin de destinar estos impuestos a ocho gastos que también están explícitamente definidos en el Corán, como la ayuda a los necesitados».
- Gharar-«incertidumbre». La presencia de cualquier elemento de incertidumbre excesiva, en un contrato está prohibida.
- Riba-«denominada usura —los economistas islámicos modernos llegaron a un consenso de que la Riba es cualquier tipo de interés, y no solamente la usura—» está prohibida.[56]

Otra fuente enumera las «reglas generales» que incluyen la prohibición de Riba, Gharar, y también
- Maisir (juegos de azar),[54]
- el fomento del Taa'won (cooperación mutua),[54]
- ".«se establece la doctrina primordial de la equidad en los tratos comerciales».[54]

Estos conceptos, al igual que otros de la ley islámica, proceden del estudio del Corán y de los hadices, o, como dijo un observador, fueron:

construido a partir de prescripciones aisladas, anécdotas, ejemplos, palabras del Profeta, todo ello recogido y sistematizado por los comentaristas según un método inductivo y casuístico.

Además del Corán y los ahadices, a veces se emplean otras fuentes como al-urf (costumbre), o al-ijma —consenso de los ulamas),[58] para crear leyes que determinen las acciones prohibidas (haram), desaconsejadas, permitidas, fomentadas y obligatorias (Fard) para los musulmanes. Las distintas escuelas de fiqh (madhhab) varían ligeramente en sus dictámenes.
Las obras de fiqh suelen estar divididas en diferentes «libros», como un Libro del Iman, del Salah, del Zakat, de la Taqwa, del Hach, pero no de la `economía`. Algunas obras breves pueden no contener casi nada relacionado con asuntos de propiedad, ventas, finanzas. Otras no reúnen en un único epígrafe las preguntas sobre cuestiones económicas, el caso de Tawzih al-masa'il, una obra de fetua del ayatolá Ruhollah Jomeini, que aunque fue un pionero del Islam político abordó el tema de la economía:

como hacen los ulamas clásicos... el capítulo sobre la venta y la compra (kharid o forush) viene después del de la peregrinación y presentan las cuestiones económicas como actos individuales abiertos al análisis moral: Prestar [sin interés, con una nota del prestamista] está entre las buenas obras que se recomiendan especialmente en los versos del Corán y en las Tradiciones.

Otras obras dividen los temas del fiqh en cuatro «cuartas parte»: típicamente el culto (al-`Ibadat), el derecho matrimonial y de familia (al-Munakahat), el derecho penal (Jinayat) y el derecho de las transacciones comerciales (Muamalat).  Al menos un autor (M. Kahf) escribe que el Muamalat está «estrechamente relacionado» con la economía islámica. Sin embargo, incluso con la división «por cuartas partes» de los temas de fiqh, el muamalat no incluiría la herencia ni la dote nupcial (mahr) —que al menos suele estar incluida en el derecho matrimonial y de familia—, ni el cálculo de la limosna (zakat, que se incluye en al-`Ibadat.
Varios estudiosos (Olivier Roy, Timur Kuran, Omar Norman) han señalado lo reciente de la reflexión sobre cuestiones económicas en el mundo islámico, y la diferencia entre la economía, ciencia social basada en datos, y la jurisprudencia islámica, basada en la verdad revelada.
Salman Ahmed Shaikh y Monzer Kahf insisten en una clara distinción entre las funciones del fiqh y la economía islámica, diciendo Shaikh:

...para ser meritoria como campo de investigación independiente, la economía islámica no puede limitarse a explicar y deducir leyes en materia económica basadas en principios básicos. Puesto que esta función ya la realiza la disciplina de la jurisprudencia islámica ....

M. Kahf escribe que la muamalat y la economía islámica «a menudo se entremezclan», la muamalat «establece los términos y las condiciones de conducta para las relaciones económicas y financieras en la economía islámica» y proporciona los «fundamentos sobre los que se desarrollan nuevos instrumentos» de financiación islámica, pero que la «naturaleza del fiqh impone una preocupación por las transacciones individuales y sus minúsculas características legalistas», por lo que al analizar la economía islámica en términos de fiqh «se corre el riesgo de perder la capacidad de proporcionar una teoría macroeconómica».
Según el economista Muhammad Akram Khan, el pilar principal de la economía islámica es la «teoría de la riba», mientras que otro hito es el zakat, un impuesto sobre la riqueza y la renta. Según otro escritor contemporáneo, Salah El-Sheikh, los «principios económicos islámicos» —lo que él llama un «modelo FiqhiConómico»— utilizan en alfaquí —jurisprudencia islámica— como material de apoyo, pero se basan en las enseñanzas éticas del Coran. Los principios básicos de la sharīa son el gharar y el (fadl māl bilā 'iwad). El gharar insiste en que todo el conocimiento sobre un comercio o transacción se sabe antes de que dos individuos completen una transacción y el (fadl māl bilā 'iwad) advierte contra el enriquecimiento injustificado a través del comercio y los negocios. Estos principios se encuentran «entre las primeras regulaciones económicas» y su filosofía puede verse hoy en día en el capitalismo moderno. Dentro de la sharia, afirma El-Sheikh, el gharar funciona como una disuasión divina contra la información asimétrica y permite que el comercio prospere. La Riba, garantiza que cada transacción se realice a un precio justo, sin permitir que una de las partes se beneficie en exceso, lo que comparte una filosofía paralela a la de Karl Marx en el El Capital: buscar un mayor resultado para la comunidad.

## Historia

### Pensamiento musulmán premoderno sobre la economía
Los eruditos clásicos del mundo musulmán hicieron valiosas contribuciones al pensamiento islámico en cuestiones relacionadas con la producción, el consumo, la renta, la riqueza, la propiedad, los impuestos, la propiedad de la tierra, etc. como:Abu Yusuf (m. 798),  Muhammad bin al-Hasan (m. 805), Al-Mawardi (m. 1058), Ibn Hazm (m. 1064), Sarakhsi (m. 1090), Tusi (m. 1093), Ghazali (m. 1111), Al-Dimashqi (m. after 1175), Ibn Rushd (m. 1187), Ibn Taymiyyah (m.1328), Ibn al-Ukhuwwah (m. 1329), Ibn al-Qayyim (m. 1350), Sayyid Ali Hamadani (m. 1384), Al-Shatibi (m. 1388), Ibn Khaldun (m. 1406), Al-Maqrizi (m. 1442), Dawwani 
 (m. 1501), Muhammad Aurangzeb Alamgir (m. 1707), y Shah Waliullah Dehlawi (m. 1762).
Abu Yusuf (m. 798) fue autor del libro al Kharaj —literalmente «el rendimiento o los ingresos», pero el autor lo utilizó para referirse a «los ingresos públicos y los impuestos»—, que fue una guía política para Harún al-Rashid, el quinto califa abasí. Muhammad bin al-Hasan (m. 805 ) escribió al Iktisab fi al Rizq al Mustatab [«Ingresos deseados»], destinado a aconsejar a los hombres de negocios «en sus esfuerzos por crear oportunidades de ingresos». Abu Ubaid al-Qasim bin Salam (m. 839) fue el autor de al-Amwal, plural de «riqueza».
Tal vez el erudito islámico más conocido que escribió sobre temas económicos fue Ibn Jaldún, que ha sido llamado «el padre de la economía moderna» por I.M. Oweiss. Ibn Jaldún escribió sobre lo que ahora se llama teoría económica y política en la introducción, o Muqaddima (Prolegómenos), de su Historia del Mundo (Kitab al-Ibar). Habló de lo que llamó asabiyyah (cohesión social), que citó como la causa del avance de algunas civilizaciones. Ibn Jaldún consideraba que muchas fuerzas sociales son cíclicas, aunque puede haber giros bruscos que rompan la pauta.
Sus ideas sobre los beneficios de la división del trabajo también se relacionan con la asabiyyah, cuanto mayor sea la cohesión social, cuanto más compleja puede ser la división exitosa y mayor será el crecimiento económico. Señaló que el crecimiento y el desarrollo estimulan positivamente tanto la oferta como la demanda, y que las fuerzas de la oferta y demanda son las que determinan los precios de los bienes. También señaló las fuerzas  
macroeconómicas del crecimiento de la población, el desarrollo del capital humano y los efectos de los avances tecnológicos sobre el desarrollo. De hecho, Ibn Jaldún pensaba que el crecimiento de la población estaba directamente en función de la riqueza.
La economía islámica medieval parece haberse asemejado en cierto modo a una forma de capitalismo, y algunos sostienen que sentó las bases para el desarrollo del capitalismo moderno.

### Primer período moderno
En todos los imperios de la pólvora se introdujeron políticas económicas basadas en la sharia, lo que condujo a su expansión comercial. Sobre todo el Imperio otomano y la India mogol experimentaron un aumento sustancial de la renta per cápita y de la población, así como un ritmo sostenido de innovación tecnológica. Fue significativa la Fatawa 'Alamgiri de la India musulmana, compilada por el emperador mogol Aurangzeb y la familia del Shah Waliullah Dehlawi, gracias a la cual el subcontinente indio superó a la China Qing para convertirse en la mayor economía del mundo, valorada en un 25% del PIB mundial, mientras que la región de la Subah de Bengala agitaba el periodo de 
protoindustrialización, contribuyendo directamente a la primera revolución industrial de Inglaterra tras la batalla de Plassey.

### Desarrollo de la economía islámica
Según el economista turco-estadounidense Timur Kuran, «hasta mediados del siglo XX» no hubo ningún cuerpo de pensamiento que pudiera llamarse «economía islámica», que fuera «reconocible como una doctrina coherente o autónoma». Pero alrededor de 1950 «se iniciaron campañas para identificar de forma autoconsciente, si no exclusiva, patrones islámicos de pensamiento y comportamiento económico». El famoso nacionalista y autor musulmán de principios del siglo XX, Muhammad Iqbal, por ejemplo, no se refirió a la religión en su tratado de economía.
La economía islámica surgió de forma natural a partir del renacimiento islámico y del islam político, cuyos seguidores consideraban que el islam era un sistema de vida completo en todos sus aspectos, más que una fórmula espiritual, y creían que de ello se derivaba lógicamente que el islam debía tener un sistema económico, único y superior a los sistemas económicos no islámicos. La economía islámica «surgió» en la década de 1940, según la Enciclopedia del Islam y el Mundo Musulmán. El discurso de Abul Ala Maududi de 1941 «El problema económico del hombre y su solución islámica» (Insaan ka Maashi Maslah aur aus ka Islami Hul) es «generalmente considerado como uno de los documentos fundadores de la economía islámica moderna».
Los salafistas más conservadores han mostrado menos interés por las cuestiones socioeconómicas y se preguntan: «El profeta y sus compañeros no estudiaron las "leyes" de la economía, ni buscaron patrones, ni se esforzaron por comprender lo que ocurre en el comercio, la producción y el consumo. ¿Por qué habríamos de hacerlo nosotros?». El propio Abul Ala Maududi también descartó la necesidad de una «nueva ciencia de la economía, plasmada en voluminosos libros, con una terminología altisonante y una gran organización», ya que el verdadero «problema económico del hombre» —junto con todos sus problemas sociales, políticos y de otra índole— «puede comprenderse fácilmente» y es simplemente el incumplimiento de la ley islámica.
1960-1970
En las décadas de 1960 y 1970, los pensadores chiitas se esforzaron por describir las «respuestas propias de la economía islámica a los problemas económicos contemporáneos». Varias obras fueron especialmente influyentes:
- Eslam va Malekiyyat («El Islam y la propiedad»), de Mahmud Taleghani (1951),
- Iqtisaduna de Muhammad Baqir al-Sadr (1961)
- Eqtesad-e Towhidi (La economía de la armonía divina) de Abolhassan Banisadr (1978)
- Algunas interpretaciones de los derechos de propiedad, el capital y el trabajo desde la perspectiva islámica, de Habibullah Peyman (1979).[94][95]

Al-Sadr, en particular, fue descrito como quien «desarrolló casi en solitario la noción de economía islámica».
En sus escritos, Sadr y los demás autores «trataron de describir el Islam como una religión comprometida con la justicia social, la distribución equitativa de la riqueza y la causa de las clases desfavorecidas», con doctrinas «aceptables para los juristas islámicos», al tiempo que refutaban las teorías no islámicas del capitalismo y el marxismo existentes. Muhammad Baqir al-Sadr y el también clérigo Mahmud Taleghani desarrollaron una economía islámica que enfatiza un papel importante del Estado en asuntos como la circulación y la distribución equitativa de la riqueza, y una recompensa a los participantes en el mercado por exponerse al riesgo o a la responsabilidad. Esta versión de la economía islámica, que influyó en la revolución iraní, abogaba por la propiedad pública de la tierra y de las grandes «empresas industriales», mientras que la actividad económica privada continuaba «dentro de unos límites razonables». Estas ideas sirvieron de base a las políticas de gran sector público y de subvenciones públicas de la Revolución iraní.
El clérigo suní Taqiuddin al-Nabhani propuso un sistema económico (Nidham ul-Iqtisad fil Islam («El sistema económico del Islam»), de 1953 que combinaba la propiedad pública de grandes partes de la economía —servicios públicos, transporte público, atención sanitaria, recursos energéticos como el petróleo y tierras agrícolas no utilizadas—, con el uso del patrón oro e instrucciones específicas para el peso del oro y la plata de las monedas, argumentando que esto «derribaría ... el control estadounidense y el control del dólar como moneda internacional el control estadounidense y el control del dólar como moneda internacional».
En el mundo suní, la primera conferencia internacional sobre economía islámica se celebró en la Universidad Rey Abdulaziz de Yeda en 1976. Desde entonces, la Asociación Internacional de Economía Islámica, en colaboración con el Banco Islámico de Desarrollo, ha celebrado conferencias en Islamabad (1983), Kuala Lumpur (1992), Loughborough (2000), Baréin(2003), Yakarta (2005) y Yeda (2008). Además, se han celebrado cientos de seminarios, talleres y grupos de debate en todo el mundo sobre economía y finanzas islámicas. En Estados Unidos se ha presentado un pequeño número de solicitudes de patentes sobre métodos de servicios financieros que cumplen con la Sharia.
Era de Jomeini
Lo que se ha llamado una de las «dos versiones» de la economía islámica existió durante los primeros diez años (1979-1989) de la República Islámica de Irán durante la vida del líder supremo y fundador de la revolución, el ayatolá Ruhollah Jomeini. Se trataba de una «economía socialista islámica y dirigida por el Estado»: Fue «poco a poco suplantada» por una política económica más liberal.
Tendencia postsocialista
En los años ochenta y noventa, cuando la revolución iraní no alcanzó el nivel de renta per cápita logrado por el régimen que derrocó, y los Estados comunistas y los partidos socialistas del mundo no musulmán se apartaron del socialismo, el interés de los musulmanes se alejó de la propiedad y la regulación gubernamentales. En Irán, «eqtesad-e Eslami (que significa economía islámica y economía)... que fue un shibboleth revolucionario, está indudablemente ausente en todos los documentos oficiales y en los medios de comunicación. Desapareció del discurso político iraní» alrededor de 1990. Durante la era de Muhammad Zia-ul-Haq, se introdujeron varios conceptos y prácticas económicas islámicas en la economía nacional, como parte de las reformas de islamización de Zia.
El término perduró en el mundo musulmán, cambiando de forma al objetivo menos ambicioso de la banca sin intereses. Algunos banqueros y líderes religiosos musulmanes sugirieron formas de integrar la ley islámica sobre el uso del dinero con los conceptos modernos de inversión ética. En el ámbito bancario, esto se hizo mediante el uso de las operaciones de venta, centradas en las modalidades de rentabilidad a tipo fijo, para apoyar la inversión sin intereses. Muchos escritores modernos han criticado fuertemente este enfoque por considerarlo un medio de cubrir la banca convencional con una fachada islámica. Sohrab Behada ha argumentado que el sistema económico propuesto por el Islam es esencialmente capitalista.)

## Como disciplina académica

### Logros
En 2008 había:
- ocho revistas de reciente creación «dedicadas exclusivamente a la economía y las finanzas islámicas»,[105]
- 484 proyectos de investigación en diversas universidades de diez países, entre ellos Estados Unidos, Reino Unido y Alemania,[106]
- 200 tesis doctorales terminadas en distintas universidades del mundo,[106] literatura publicada en inglés, árabe, urdu, bahasa malayo, turco y otras lenguas regionales.[107]
- «Más de mil títulos únicos sobre economía y finanzas islámicas»" en la base de datos del IFP.[106]
- 1500 conferencias —cuyas actas están disponibles en el banco de datos del IFP— [107][108]
- Una de las escuelas, la Kulliyyah de Ciencias Económicas y de Gestión de la Universidad Islámica Internacional de Malasia (IIUM), ha formado más de 2.000 graduados en 25 años hasta 2009.[109][110]

La Universidad Rey Abdulaziz de Yeda acogió la primera conferencia internacional sobre economía islámica en 1976. Desde entonces, la Asociación Internacional de Economía Islámica, en colaboración con el Banco Islámico de Desarrollo, ha celebrado conferencias en Islamabad (1983), Kuala Lumpur (1992), Loughborough (2000), Baréin (2003), Yakarta (2005) y Yeda (2008) Iqbal 2008).

### Desafíos
Junto a estos logros, algunos economistas islámicos se han quejado de los problemas de la disciplina académica: un desplazamiento del interés de la Economía Islámica a las Finanzas Islámicas desde la década de 1980, escasez de cursos universitarios, materiales de lectura «escasos o de mala calidad», falta de libertad intelectual, «enfoque estrecho» en la banca sin intereses y el zakat sin investigaciones basadas en datos que corroboren las afirmaciones que se hacen sobre ellos: que el interés causa problemas económicos o que el zakat los resuelve.
Varios economistas han lamentado que, si bien las finanzas islámicas eran originalmente un «subconjunto» de la economía islámica, la economía y la investigación en la economía islámica pura se han «desplazado a un segundo plano». La financiación de la investigación se ha destinado a las finanzas islámicas, a pesar de la falta de «conocimientos científicos que respalden» las afirmaciones hechas sobre las finanzas islámicas. La matrícula ha disminuido en las clases, y los economistas islámicos de segunda y tercera generación son escasos, algunas instituciones han «perdido su dirección real y algunas incluso han sido cerradas», y el interés de los economistas en la «gran idea» del campo de proporcionar una alternativa al capitalismo y al socialismo ha cedido a las «necesidades de la industria»" de las finanzas islámicas.
Según el economista Rasem Kayed, aunque varias universidades e institutos de enseñanza superior ofrecen ahora cursos de economía y finanzas islámicas, «la mayoría de los cursos ofrecidos por estas instituciones se refieren a las finanzas islámicas y no a la economía islámica».  Al estudiar los cursos de economía y finanzas islámicas ofrecidos en 2008 por 14 universidades de países musulmanes, Kayed encontró 551 cursos de economía y finanzas convencionales, y solamente 12 cursos de economía y finanzas islámicas (el 2% del total). Esta «terrible e intolerable negligencia» se vio agravada por el plan de estudios de los cursos, que no debatieron «los problemas» de la disciplina ni reflexionaron «sobre el futuro desarrollo de la industria financiera islámica», sino que intentaron «exprimir toda la información abstracta» posible en sus cursos, según Kayed.
Otro economista (Muhammad Akram Khan) lamentó que «el verdadero problema es que, a pesar de los esfuerzos por desarrollar una disciplina separada de economía islámica, no hay mucho que pueda llamarse genuinamente "economía". La mayor parte de la economía islámica consiste en teología sobre asuntos económicos». Otro (M.N. Siddiqi) señala que la economía islámica ha estado enseñando «economía convencional desde una perspectiva islámica», en lugar de economía islámica.
A pesar de su inicio en 1976, en 2009, la economía islámica se consideraba todavía en su infancia, sus «marcos curriculares, estructuras de los cursos, materiales de lectura e investigación», en su mayoría anclados en la «tradición dominante», «carecían de suficiencia, profundidad, coordinación y dirección», con facultades de enseñanza en muchos casos... se encontraban faltas de los conocimientos, la erudición y el compromiso necesarios. «Libros de texto distintos y se ha determinado que los materiales de enseñanza "necesarios" no existen "ni son" fáciles de crear». «A pesar de las deficiencias en la redacción académica —la mayoría de los libros no están cohesionados y en el mejor de los casos no son más que documentos ampliados sobre temas específicos»— las evaluaciones constructivas no son comunes y la respuesta a lo que hay es todavía menos común.  La falta de un libro de texto de economía islámica «se cierne sobre los economistas y académicos musulmanes». A pesar de la celebración de un taller en noviembre de 2010 para organizar la redacción de dicho libro de texto, la participación de «una serie de eminentes economistas musulmanes», —en el Instituto Internacional de Pensamiento Islámico de Londres— y el nombramiento de «un destacado economista musulmán» para coordinar la producción del libro de texto, en 2015 «no había ningún libro de texto estándar de economía islámica».
Los institutos económicos islámicos no son conocidos por su libertad intelectual y, según Muhammad Akram Khan, es poco probable que permitan la crítica de las ideas o políticas de sus líderes o gobiernos fundadores. El Centro de Investigación en Economía Islámica, órgano de la Universidad de Yeda en Arabia Saudita, por ejemplo, «no puede permitir la publicación de ningún trabajo que vaya en contra del pensamiento ortodoxo de los influyentes» dirigentes religiosos saudíes. A pesar de «hablar mucho de ijtehad», los economistas islámicos «son tímidos» a la hora de «sugerir ideas innovadoras» por miedo a contrariar a los clérigos religiosos.
El uso de la terminología islámica no solamente para conceptos islámicos distintivos como riba, zakat, mudaraba, sino también para conceptos que no tienen una connotación islámica específica —adl para justicia, hukuma para gobierno— excluye a los lectores no musulmanes e incluso no arabófono da legitimidad a la «pendantería» en este campo.

## Propiedad
Según los autores F. Nomani y A. Rahnema, el Corán afirma que Dios es el único propietario de toda la materia en los cielos y en la tierra, pero el hombre es el vicerregente de Dios en la tierra y tiene las posesiones de Dios en custodia (amanat). Los juristas islámicos dividen las propiedades en públicas, estatales y privadas.
Algunos musulmanes creen que la sharia establece «leyes y normas específicas sobre el uso y la asignación de recursos, como la tierra, el agua, los animales, los minerales y la mano de obra».

### Propiedad pública
Según M.A.Khan, «el Islam introdujo la distinción entre propiedad privada y propiedad pública e hizo que los gobernantes fueran responsables ante el pueblo». Los académicos F. Nomani y A. Rahnema afirman que la propiedad pública en el Islam se refiere a los recursos naturales —bosques, pastos, tierras no cultivadas, agua, minas, recursos oceánicos, etc.— a los que todos los seres humanos tienen el mismo derecho. Estos recursos se consideran propiedad común de la comunidad. Estos bienes están bajo la tutela y el control del Estado islámico, y pueden ser utilizados por cualquier ciudadano, siempre que ese uso no menoscabe los derechos de los demás ciudadanos, según Nomani y Rahnema.
El dueño de una propiedad pública previamente privatizada paga el zakat y, según los eruditos chiitas, también el jums. En general, la privatización y estatización de la propiedad pública es objeto de debate entre los eruditos islámicos. Según un análisis realizado por Walid El-Malik en 1993, únicamente la escuela Malikí adoptó la postura de que todos los tipos de recursos naturales son propiedad del Estado; la escuela Hanafí adoptó la postura contraria y sostuvo que la propiedad de los minerales seguía a la de la superficie, mientras que las otras dos escuelas, Shafi'i y Hanbalí, establecieron una distinción entre los minerales «ocultos» y los «no ocultos».

### Propiedad estatal
La propiedad estatal incluye ciertos recursos naturales, así como otros bienes que no pueden ser privatizados inmediatamente. La propiedad estatal islámica puede ser mueble o inmueble, y puede adquirirse por conquista o por medios pacíficos. Las propiedades no reclamadas, no ocupadas y sin herederos, incluidas las tierras no cultivadas (mawat), pueden considerarse propiedad del Estado.
Durante la vida de Mahoma, una quinta parte del equipo militar capturado al enemigo en el campo de batalla se consideraba propiedad del Estado. Durante su reinado, Umar ibn al-Jattab —por recomendación de Ali— consideró que las tierras conquistadas eran propiedad del Estado y no privada —como era la práctica habitual—. La supuesta razón para ello era que privatizar esta propiedad concentraría los recursos en manos de unos pocos e impediría que se utilizara para el bien general. La propiedad seguía bajo la ocupación de los cultivadores, pero se recaudaban impuestos sobre ella para el tesoro del Estado.
Mahoma dijo: «Las tierras viejas y en barbecho son para Dios y Su Mensajero —es decir, propiedad del Estado—, luego son para vosotros». Los juristas extraen de ello la conclusión de que, en última instancia, la propiedad privada se impone a la estatal.

### Propiedad privada
Existe un consenso entre los juristas islámicos y los científicos sociales de que el Islam reconoce y defiende el derecho del individuo a la propiedad privada. El Corán aborda ampliamente los impuestos, la herencia, la prohibición de robar, la legalidad de la propiedad, la recomendación de dar caridad y otros temas relacionados con la propiedad privada. El Islam también garantiza la protección de la propiedad privada imponiendo castigos severos a los ladrones. Mahoma dijo que quien muere defendiendo su propiedad es como un shahid (mártir).
Los economistas islámicos clasifican la adquisición de la propiedad privada en categorías involuntarias, contractuales y no contractuales. Los medios involuntarios son las herencias, los legados y las donaciones. La adquisición no contractual implica la recolección y explotación de recursos naturales que no han sido reclamados previamente como propiedad privada. La adquisición contractual incluye actividades como el comercio, la compra, el alquiler, la contratación de mano de obra, etc.
Una tradición atribuida a Mahoma, con la que coinciden tanto los juristas suníes como los chiitas, en los casos en los que el derecho a la propiedad privada causa un perjuicio a los demás, entonces el Islam es partidario de restringir el derecho en esos casos. Los juristas malikíes y hanbalíes sostienen que si la propiedad privada pone en peligro el interés público, el Estado puede limitar la cantidad que un individuo puede poseer. Sin embargo, esta opinión es discutida por otros.
Cuando Mahoma emigró a Medina, muchos musulmanes poseían tierras agrícolas. Mahoma confirmó esta propiedad y asignó tierras a los individuos. Las tierras asignadas se utilizarían para la vivienda, la agricultura o la jardinería. Por ejemplo, Bilal b. Harith recibió tierras con yacimientos minerales en el valle de 'Aqiq, Hassan b. Thabit recibió el jardín de Bayruha, y Zubayr recibió tierras de oasis en Khaybar y Banu Nadir. Durante el reinado del califa Umar, se había adquirido una gran extensión de terreno de la familia real persa, lo que llevó a su sucesor, el califa Uthman, a acelerar la asignación de tierras a individuos a cambio de una parte de la cosecha.

## Mercados
Según M.S.Naz, la regulación de los mercados es una de las principales funciones de la hisbah, la «institución semijudicial» operativa desde los «primeros tiempos del Islam». Se le «encomendó la responsabilidad de llevar a cabo el espíritu del sistema, fijando las condiciones que preservan y mejoran la salud y los intereses públicos, protegen a los consumidores, resuelven los conflictos comerciales y laborales, promueven el buen comportamiento del mercado y garantizan su observancia». M.A. Khan afirma que la institución de la hisbah se estableció para «supervisar los mercados, prestar servicios municipales y resolver pequeños conflictos». En la época contemporánea, Pakistán ha intentado recrear esta institución, aunque solamente tiene jurisdicción sobre los excesos administrativos de los departamentos y organismos del gobierno federal, no de los provinciales ni de las empresas privadas.
Nomani y Rahnema, explican que el Islam acepta los mercados como el mecanismo básico de coordinación del sistema económico. La enseñanza islámica sostiene que el mercado, dada la competencia perfecta, permite a los consumidores obtener los bienes deseados y a los productores vender sus bienes a un precio mutuamente aceptable.
Además Nomani y Rahnema afirman que las fuentes primarias islámicas sostienen tres condiciones necesarias para que el mercado funcione:
- Libertad de intercambio: el Corán invita a los creyentes a comerciar y rechaza la afirmación de que el comercio está prohibido.[145]
- Propiedad privada.
- Seguridad de los contratos: el Corán exige el cumplimiento y la observación de los contratos.[146] El verso más largo del Corán trata de los contratos comerciales que implican pagos inmediatos y futuros.[147]

La autora Nima Mersadi Tabari afirma que la doctrina general de la equidad en la sharia crea un modelo económico ético y prohíbe la manipulación del mercado, como «inflar el precio de los productos creando una escasez artificial (ihtekar), sobrepujar con el único propósito de hacer subir los precios (najash) y ocultar a la otra parte información vital en una transacción (ghish)».
Además, la especulación desinformada que no se basa en un análisis adecuado de la información disponible está prohibida porque es una forma de qimar, o juego, y da lugar a la acumulación de maysir —ingresos no ganados—. La contratación comercial en condiciones de «excesiva incertidumbre» es una forma de gharar y, por tanto, también está prohibida.

### Interferencia
Defensores como M.A.Khan, y Nomani y Rahnema también sostienen que la economía islámica prohíbe o al menos desaconseja la manipulación del mercado, como la fijación de precios, el acaparamiento y el soborno. La intervención del gobierno en la economía se tolera en circunstancias específicas.
Nima Mersadi Tabari afirma que en el islam «todo es halal (permitido) a menos que haya sido declarado haram (prohibido)», por lo que «el modelo económico islámico se basa en la libertad de comercio y la libertad de contrato hasta donde lo permiten los límites de la Shari'ah».
Nomani y Rahnema afirman que el Islam prohíbe la fijación de precios por parte de un puñado dominante de compradores o vendedores. En la época de Mahoma, un pequeño grupo de mercaderes se reunía con los productores agrícolas fuera de la ciudad y compraba toda la cosecha, obteniendo así el monopolio del mercado. El producto se vendía después a un precio más alto dentro de la ciudad. Mahoma condenó esta práctica, ya que perjudicaba tanto a los productores —que, al no tener muchos clientes, se veían obligados a vender la mercancía a un precio inferior— como a los habitantes de la ciudad.
Los informes mencionados también se utilizan para justificar el argumento de que el mercado islámico se caracteriza por la libre información. A los productores y consumidores no se les debe negar la información sobre las condiciones de la demanda y la oferta. Se espera que los productores informen a los consumidores de la calidad y la cantidad de los bienes que dicen vender. Algunos eruditos sostienen que si un comprador inexperto se deja influir por el vendedor, el consumidor puede anular la transacción al darse cuenta del trato injusto del vendedor. El Corán también prohíbe las transacciones discriminatorias.
El soborno también está prohibido en el Islam y, por lo tanto, no puede utilizarse para asegurar un trato o ganar el favor en una transacción, se narró que Mahoma maldijo al que ofrece el soborno, al que lo recibe y al que lo organiza.
Nomani y Rahnema afirman que la interferencia del gobierno en el mercado está justificada en circunstancias excepcionales, como la protección del interés público. En circunstancias normales, debe mantenerse la no interferencia gubernamental. Cuando le pidieron a Mahoma que fijara el precio de las mercancías en un mercado, respondió: «No voy a sentar ese precedente, dejemos que la gente siga con sus actividades y se beneficien mutuamente».

## Banca y finanzas
La banca islámica ha sido calificada como el logro práctico más visible de la economía islámica, y la marca más visible del revivalismo islámico. En el 2009, había más de 300 bancos que cumplen con la sharia y 250  fondos mutualistas en todo el mundo, y alrededor de 2 billones de dólares cumplían con la sharia en 2014.
Sin embargo, el dominio del sector por instrumentos similares a la deuda, como la murabaha, en lugar de productos de riesgo compartido, ha llevado incluso a algunos destacados defensores y expertos en banca islámica —como Muhammad Nejatullah Siddiqi— a hablar de «una crisis de identidad del movimiento financiero islámico».

### Intereses
El objetivo más notable y/o importante de la banca islámica ha sido la prohibición de cobrar intereses por los préstamos. El Corán condena la riba —que suele traducirse como interés—: «¡Oh, vosotros que creéis! No devoréis la riba, duplicada y redoblada, y tened cuidado con Alá; pero temed a Alá para que tengáis éxito.»

### Finanzas públicas islámicas (Bayt-al-Mal)
La única institución financiera bajo el gobierno islámico (período de la Profecía y del Califato) era el Baitulmaal (tesoro público) en el que las riquezas se distribuían instantáneamente en función de las necesidades. Durante la época del Profeta, el último recibo fue el tributo de Baréin, que ascendía a ochocientos mil dirhams y se distribuyó en una única sesión. Aunque el primer Califa destinó una casa para el Baitulmaal donde se guardaba todo el dinero al recibirlo, y como el total del dinero se distribuía inmediatamente, la tesorería permanecía generalmente cerrada. En el momento de su muerte solamente había un dirham en el Baitulmaal. El segundo califa, además de desarrollar la Baitulmaal central, también abrió otras casas a nivel de estados y sedes. Realizó censos durante su califato; y proporcionó salarios a los empleados del Gobierno, estipendios a los pobres y necesitados junto con seguridad social a los desempleados y pensiones de jubilación. El concepto de institución financiera pública desempeñó un papel histórico en la economía islámica. La idea de que la riqueza recaudada por el Estado se pusiera a disposición del público necesitado era relativamente nueva. Los recursos del Bayt-al-Mal se consideraban recursos de Dios y un fideicomiso, el dinero ingresado en el banco compartido era propiedad común de todos los musulmanes y el gobernante era solamente el fiduciario. El banco compartido era tratado como una institución financiera y, por lo tanto, estaba sujeto a las mismas prohibiciones en materia de intereses.
El califa Umar habló sobre el «banco compartido» diciendo «No he encontrado la mejora de esta riqueza sino de tres maneras (i) que se reciba por derecho, (ii) que se dé por derecho, y (iii) que se deje de hacer por derecho. En cuanto a mi propia posición frente a esta riqueza suya, es como la del tutor de un huérfano. Si estoy bien, la dejaré, pero si estoy en apuros, tomaré de ella lo que sea genuinamente permisible».

### Propuestas

#### Ahorro e inversión
Un modelo alternativo de ahorro-inversión islámico puede construirse en torno al capital riesgo; los bancos de inversión; las sociedades y el mercado de valores reestructurado. Este modelo pretende eliminar la banca basada en los intereses y en sustituir las ineficiencias del mercado, como la subvención de los préstamos frente a las inversiones con participación en los beneficios debido a la doble imposición y las restricciones a la inversión en capital privado.

#### Híbridos
Los bancos islámicos han crecido recientemente en el mundo musulmán, pero son una parte muy pequeña de la economía mundial en comparación con el paradigma de la banca de deuda occidental. Los enfoques híbridos, que aplican los valores islámicos clásicos pero utilizan prácticas de préstamo convencionales, son muy alabados por algunos defensores de la teoría moderna del desarrollo humano.

## Críticas y controversias
La economía islámica ha sido despreciada por
- su supuesta «incoherencia, incompletud, impracticabilidad e irrelevancia», impulsada por la identidad cultural más que por la resolución de problemas (Timur Kuran, John Foster);[162][163][164][165]
- siendo «una mezcolanza de ideas populistas y socialistas» en teoría, y «nada más que un control estatal ineficiente de la economía y algunas políticas de redistribución casi igualmente ineficaces» en la práctica (Fred Halliday);[166]

En un contexto político y regional en el que los  islamistas y los ulemas afirman tener una opinión sobre todo, es sorprendente lo poco que tienen que decir sobre esta actividad humana tan central, más allá de repetidas piedades sobre cómo su modelo no es ni capitalista ni socialista,

- ser poco más que una imitación de la economía convencional adornada con versos del Corán y la sunnah;[167]
- pretender volver a prácticas islámicas que en realidad son una «tradición inventada»;[d]
- sin lograr sus objetivos de abolir los intereses sobre el dinero, establecer la igualdad económica y una ética empresarial superior;[168] pero que, sin embargo, «se libra del escrutinio crítico por ignorancia, tolerancia equivocada» y porque sus métodos y objetivos se consideran "«demasiado irreales para amenazar las estructuras económicas imperantes».[21]

Banca y finanzas islámicas
Un resultado importante de la economía islámica y objeto de críticas, es la creación de la industria de la banca y las finanzas islámicas. Varios estudiosos, ha generado una nueva alianza de poder de «riqueza y erudición de la sharia», bancos y clientes acaudalados que pagan a eruditos islámicos para que proporcionen productos bancarios con «cumplimiento de la sharia»" islámica. El periodista John Foster cita a un banquero de inversiones con sede en el centro bancario islámico de Dubái sobre la práctica de la «compra de fetuas»,

Creamos el mismo tipo de productos que hacemos para los mercados convencionales. Luego llamamos a un experto en la sharia para que nos dé una fatwa [sello de aprobación que confirma que el producto cumple con la sharia]. Si no nos lo da, llamamos a otro experto, le ofrecemos una suma de dinero por sus servicios y le pedimos una fatwa. Hacemos esto hasta que conseguimos la conformidad con la sharia. Entonces somos libres de distribuir el producto como islámico.

Foster explica que los honorarios por los servicios prestados por los eruditos «más importantes» alcanzan a menudo las seis cifras, es decir, más de 100.000 dólares.
Un crítico (Muhammad O. Farooq) sostiene que esta desafortunada situación ha surgido por la preocupación entre los partidarios de la economía islámica de que todos y cada uno de los intereses de los préstamos son riba y están prohibidos por el islam, y porque las alternativas de riesgo compartido a los préstamos con intereses previstas originalmente para la banca islámica no han resultado viables. Al ser la eliminación de los intereses la base del sector y al mismo tiempo poco práctica, los eruditos de la shari'a se han visto «atrapados en una situación» en la que se ven obligados a aprobar transacciones fundamentalmente similares a los préstamos convencionales, pero utilizando la manipulación hiyal para «mantener un barniz islámico».
Justicia
En lugar de fijarse en los intereses, Farooq insta a centrarse en «el panorama general de la justicia», y en la economía en la lucha contra la explotación por «la codicia y el beneficio», y la concentración de la riqueza. Cita una ayat en su apoyo: «Lo que Dios ha concedido a su Mensajero (y quitado) a la gente de los pueblos, -pertenece a Dios, -a su Mensajero y a la parentela y a los huérfanos, a los necesitados y a los caminantes; para que no haga (simplemente) un circuito entre los ricos de entre vosotros. ...» Corán 59:7.. Como ejemplo de la desatención a este tema, Farooq se queja de que una bibliografía bastante completa sobre economía y finanzas islámicas, no contiene «ni una sola cita sobre explotación o injusticia» entre sus 700 entradas.
Un antiguo director del Instituto de Economía del Desarrollo de Pakistán y jefe de la División de Asuntos Económicos de Pakistán,  Syed Nawab Haider Naqi, también pidió «una reforma islámica integral para establecer un sistema económico libre de explotación» y no únicamente «la sustitución mecánica del beneficio por los intereses».
Zakat
Sobre la cuestión del zakat, uno de los pilares del Islam, M.A.Khan también critica el conservadurismo de la economía islámica, quejándose de que «la insistencia de los eruditos musulmanes en aplicarlo en la misma forma en la que estaba en boga en los días del Profeta y de los cuatro primeros califas... lo ha hecho irrelevante para las necesidades de una sociedad contemporánea».
Practicidad
Un partidario de la economía islámica (Asad Zaman) describe una «gran dificultad» a la que se enfrentan los reformadores de la economía islámica y que han señalado otros autores, a saber, que dado que un sistema financiero es una «estructura integrada y coherente», para crear un sistema islámico basado en la confianza, la comunidad y el no interés se requieren «cambios e intervenciones en varios frentes diferentes simultáneamente».